# Bartosz Rachwalski
Bartosz Rachwalski (ur. 16 czerwca 2004) – polski koszykarz, występujący na pozycjach niskiego lub silnego skrzydłowego, aktualnie zawodnik Arged BM Slam Stali Ostrów Wielkopolski.

## Osiągnięcia
Stan na 2 maja 2024, na podstawie, o ile nie zaznaczono inaczej.

### Drużynowe
- Brązowy medalista mistrzostw Polski (2023)
- Zdobywca:
  - Pucharu Polski (2022)[2]
  - Superpucharu Polski (2022)[3]
- Finalista Supepucharu Polski (2021)[4]